# Hans Joachim Hildebrandt (Regisseur)
Hans Joachim Hildebrandt (* 27. September 1929 in Magdeburg; † 27. September 2020) war ein deutscher Regisseur.

## Leben

### Kindheit

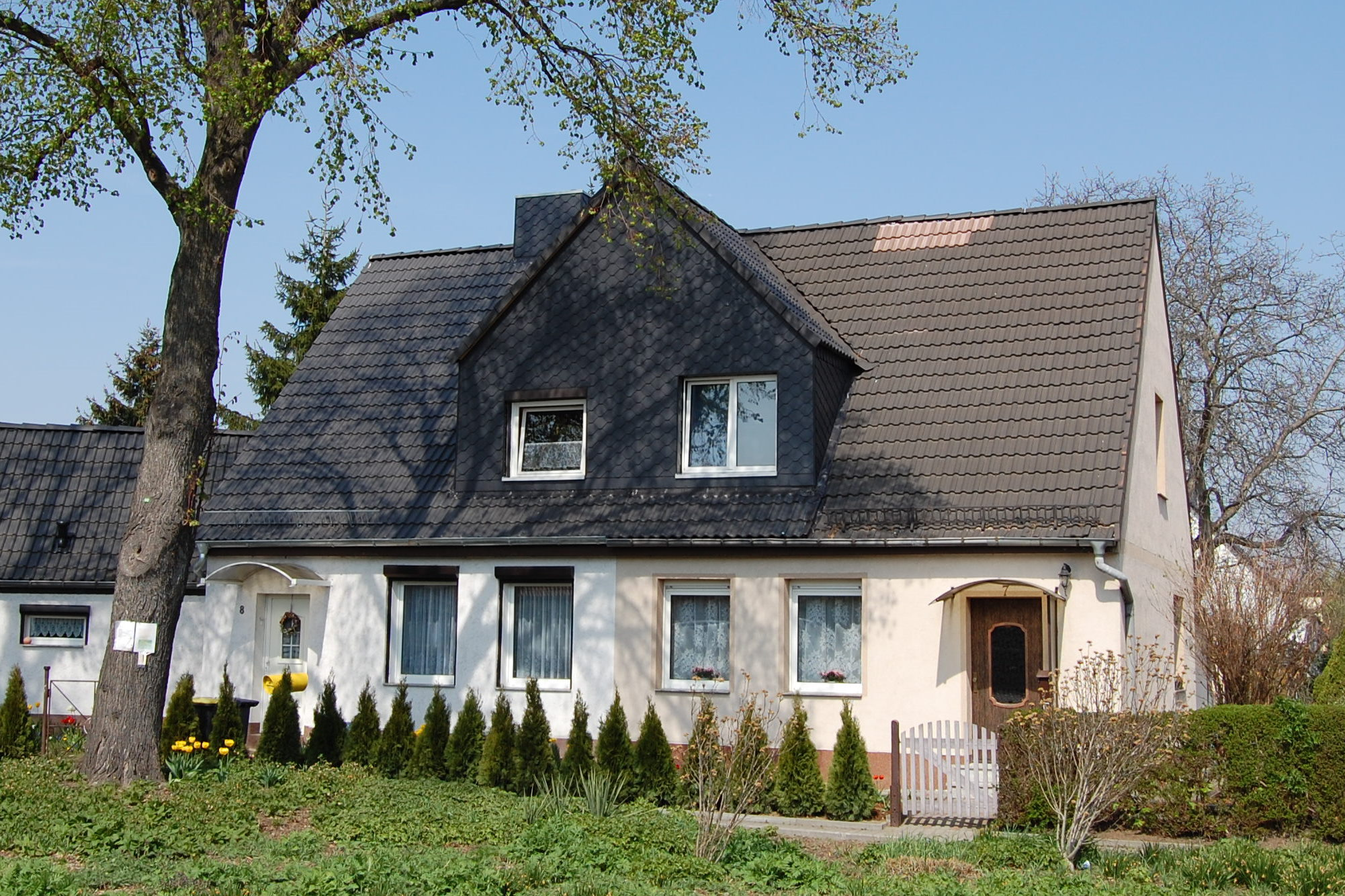
Geburtshaus am Irenenplatz 7 im Jahr 2010

Geboren wurde Hildebrandt in der zum Magdeburger Stadtteil Salbke gehörenden Siedlung Lüttgen-Salbke. Der Vater war gelernter Lokomotivschlosser, wurde Ingenieur und arbeitete, unterbrochen von Zeiten der Arbeitslosigkeit, im Heizungsbau. Später verzog die Familie in die Magdeburger Innenstadt, wo er auch die Schule besuchte. Der Vater erhielt 1936 eine Anstellung als ziviler Betriebsingenieur für Heizungs- und Sanitärbau bei der Luftwaffe. Er war aus beruflichen Gründen dann überwiegend nicht mehr zu Hause. Später trat der Vater, wohl aus formalen Karrieregründen der NSDAP bei. Hans Joachim Hildebrandt, der das einzige Kind seiner Eltern blieb, kam zum Jungvolk, später zur Hitlerjugend und besuchte die Oberschule in Magdeburg. Auf Grund mehrerer Erkrankungen erfolgten im Kindes- und Jugendalter wiederholt Operationen. Eine Bauchoperation wegen Darmtuberkeln fand in der Klinik Marienstift statt. Später trat eine Herzklappenentzündung und Gelenkrheumatismus auf. Es folgte eine Mandeloperation. Bei einer Wanderung mit seiner Mutter im Riesengebirge traf er als Jugendlicher in Agnetendorf zufällig auf Gerhart Hauptmann.

### Kriegserleben
Bei seiner 1944 durchgeführten Musterung wurde er bedrängt, sich zur Waffen-SS zu melden, was er dann freiwillig tat und kurze Zeit später bereute. Wohl durch einen Bombentreffer im Wehrkreiskommando wurde diese Meldung jedoch nicht weiter verfolgt. Während eines Wehrertüchtigungslagers im Januar 1945 in Zerbst leugnete er die bereits erfolgte Musterung und meldete sich, um der Waffen-SS-Meldung zu entgehen, freiwillig zur Luftwaffe. Während des großen Luftangriffs auf Magdeburg am 16. Januar 1945 wurde die Wohnung der Familie in der Magdeburger Innenstadt durch Brandbomben völlig zerstört. Hans Joachim Hildebrandt wurde vom Wehrertüchtigungslager aus für drei Tage zu Aufräumarbeiten in die schwer zerstörte Stadt Magdeburg entsandt. Das Ausmaß der Zerstörungen erlebte er als traumatisierend. In den letzten Kriegstagen des Zweiten Weltkriegs hielt er sich zunächst in Stendal bei dort lebenden Verwandten auf. Um der noch Anfang April 1945 beabsichtigten Einberufung zu entgehen, entschloss er sich, mit dem Zug nach Magdeburg zu fahren. Da dort bereits Panzeralarm gegeben wurde, gelang es ihm jedoch nicht, seine Verwandten in Lüttgen-Salbke zu erreichen. Mit verschiedenen Zügen und zu Fuß gelangte er über Brandenburg (Havel), Dessau, Köthen, Bernburg durch den Frontverlauf in das bereits von US-amerikanischen Streitkräften gehaltene Nienburg (Saale), wo sich seine Mutter aufhielt. Hier arbeitete er in der Landwirtschaft. Nach Kriegsende zog die Familie im Juli 1945 zurück nach Lüttgen-Salbke. Auch der in britische Kriegsgefangenschaft geratene Vater kehrte bald zurück.

### Ausbildung
In der Nachkriegszeit lernte Hans Joachim Hildebrandt zunächst an der jetzt als Kloster-Berge-Schule benannten Schule. 1947 wechselte er zur Berthold-Otto-Schule. Belastend stellte sich eine kurzzeitige Verhaftung und Vernahme durch die sowjetischen Militärbehörden dar. Nebenbei war Hildebrandt als Volontär in der Dramaturgie bei Fritz Wysbar am Magdeburger Theater und ab Ende 1947 freiberuflich als Reporter für den Mitteldeutschen Rundfunk (MDR) tätig. Unter anderem verfasste er einen Bericht über den Fund der Halle an der Buttergasse in der Magdeburger Innenstadt. Hildebrandt trat später der Freien Deutschen Jugend (FDJ) und der Gesellschaft zum Studium der Kultur der Sowjetunion bei und nahm Sprechunterricht.
Nach Abschluss des Abiturs war Hildebrandt dann ab 1948 zunächst weiter als freier Mitarbeiter beim MDR im Studio Halle/Magdeburg tätig, nebenberuflich arbeitete er als Hilfsmonteur. Eine Bewerbung an einer Theaterhochschule blieb erfolglos. 1949 nahm er dann eine Stelle beim Berliner Rundfunk an, wo er zum Regisseur ausgebildet wurde. Eine Bewerbung beim RIAS führte nicht zum Erfolg. Nach einem halben Jahr Ausbildung wurde er bereits 1950 Regieassistent und arbeitete auch an Hörspielproduktionen mit.

### Berufliche Karriere
1951 heiratete Hildebrandt, inzwischen Rundfunkregisseur, die verwitwete Brigitte, die einen Sohn mit in die Ehe brachte. Die gemeinsame Tochter Sabine wurde 1952 geboren. Ab 1953 arbeitete er als Regisseur und Autor beim Deutschen Fernsehfunk bzw. später dem Fernsehen der DDR. Zunächst übernahm er die Ansageregie. Sein Mentor war Gottfried Herrmann. Bei der mehrfach wiederholten Glosse Im Geist des Humanismus führte er die erste eigene Regie. Großen Erfolg hatte die 1955 erfolgte Inszenierung des Theaterstücks Prozess Mary Dugan von Bayard Veiller für den Deutschen Fernsehfunk mit Marion van de Kamp in der Hauptrolle. Eine Herausforderung war die Inszenierung der vierstündigen Revue Frau Luna am Silvesterabend des Jahres 1955, die mit sechs Kameras aus drei Studios live auf Sendung ging. Bekannt wurde er dann vor allem für seine Arbeit an DDR-Serien wie Polizeiruf 110 und Blaulicht. Bereits 1956 mit der Regie beim Fernsehspiel Der Mann der seinen Namen änderte nach Edgar Wallace zeigte sich eine Vorliebe Hildebrandts für das Krimi-Genre. Es ergab sich eine Zusammenarbeit mit dem Autor Günter Prodöhl. Im ersten Kriminalfernsehfilm aus dieser Zusammenarbeit Es geschah in Berlin besetzte Hildebrandt die Rolle des Zamorra mit dem später bekannten Schauspieler Manfred Krug. Ab 1959 führte Hildebrandt bei 15 Folgen der damals erfolgreichen Serie Blaulicht Regie. Prodöhl, mit dem Hildebrandt freundschaftlich verbunden war, war Autor. Nach dem Bau der Berliner Mauer am 13. August 1961 geriet die Serie Blaulicht in eine inhaltliche Krise. Die Taten oder die Täter hatten üblicherweise einen Bezug zum Westen, da Verbrechen in der sozialistischen Gesellschaft der DDR überwunden sein sollten. Erschüttert von der Teilung Berlins nutzte Hildebrandt ein Angebot, am Aufbau des Ostseestudios Rostock mitzuwirken, und wurde dort 1962 Oberspielleiter. Allerdings ergaben sich nur wenig Spielräume für Fernsehspielproduktionen. Darüber hinaus entstand eine ernste Auseinandersetzung mit dem Generalintendanten des Volkstheaters Rostock Hanns Anselm Perten. Bereits nach einem dreiviertel Jahr kehrte Hildebrandt nach Berlin zurück und zog nach Kleinmachnow. Es folgten diverse Fernsehspiele für das Fernsehen. Mehrere Arbeiten erfolgten auch außerhalb der DDR. So war Hildebrand anlässlich der Gymnastrade in Wien und später für eine Produktion in Hamburg. Im Jahr 1969 arbeitete er an dem mehrteiligen Fernsehfilm Rottenknechte, wobei es jedoch zu inhaltlichen Differenzen zwischen Hildebrandt und staatlichen Stellen kam. Die Produktion wurde abgebrochen und später von Frank Beyer neu inszeniert.
Hildebrandt arbeitete dann an der sechsteiligen Serie Gefährliche Reise von Wolfgang Held, bei der er erstmals szenaristisch mitarbeitete und zusätzliche Handlungsstränge einfügte. Ab 1972 war Hildebrandt dann auch für die Serie Polizeiruf 110 tätig. Als Höhepunkt seiner Mitarbeit bezeichnete er später die von ihm geschriebene zweiteilige, 1984 gedrehte Folge Schwere Jahre, die sich mit der unmittelbaren Nachkriegszeit befasste. Der Film verband fiktiv den Magdeburger Justizskandal der 1920er Jahre, der im DEFA-Film Affaire Blum aus dem Jahr 1948 behandelt worden war, mit einem 1945 im nur etwa zwei Kilometer südlich von Lüttgen-Salbke gelegenen Beyendorf erfolgten achtfachen Mord an der Familie Mittag, Besitzer der Wassermühle an der Sülze. Hildebrandt war 1945 nach Bekanntwerden des Verbrechens vom Wohnhaus seiner Familie in Lüttgen-Salbke selbst zum Tatort gelaufen. Der Film knüpft an die wahren Begebenheiten an und lässt den Mörder aus den 1920er Jahren, der 1945 aus dem Gefängnis entkam und zeitweise dann in der Magdeburger Börde lebte, auch für den Beyendorfer Mord verantwortlich sein. Der Film stieß beim Ministerium des Innern auf Bedenken und sollte verboten werden, da die gezeigten Kriminalisten gegenüber dem Klassenfeind nicht engagiert genug auftreten würden und ein Leben unter falschem Namen in der DDR, wie im Film dargestellt, unrealistisch sei. Der Film wurde jedoch aufgeführt.
1982 war versucht worden, auch unter Ausnutzung der Kenntnis über eine außereheliche Beziehung in Quedlinburg, Hildebrandt als Inoffiziellen Mitarbeiter der Staatssicherheit zu werben, dem er sich jedoch letztlich verweigerte. Von 1988 bis 1991 arbeitete Hildebrandt an der siebenteiligen Serie Luv und Lee. Seine letzte Tätigkeit als Regisseur galt dann einer Aufführung von Der Raub der Sabinerinnen am Theater in Annaberg-Buchholz.
1991 verstarb seine Ehefrau an Nierenkrebs. Seit 1992 befand er sich im Ruhestand. Er lebte zuletzt in Kleinmachnow. Im Jahr 2010 veröffentlichte er seine Lebenserinnerungen unter dem Titel Lüttgen Salbke. Hans Joachim Hildebrandt starb an seinem 91. Geburtstag, am 27. September 2020.

## Auszeichnungen
Er erhielt für seine Arbeiten mehrere Auszeichnungen. So das Ehrenzeichen der Deutschen Volkspolizei, den Heinrich-Greif-Preis sowie die Verdienstmedaille der Organe des Ministeriums des Inneren in Gold und Bronze. 1982 erhielt er neben weiteren am Polizeiruf 110 Mitwirkenden den Theodor-Körner-Preis.

## Filmografie
- 1956: Der Mann der seinen Namen änderte (Fernsehen)
- 1958: Es geschah in Berlin (Fernsehen)
- 1959: Der Zinker (Fernsehen)
- 1959–1961: Blaulicht (Fernsehreihe)
- 1960: Blaulicht: Die Butterhexe (Fernsehreihe)
- 1960: Blaulicht: Der Kindermörder
- 1962: Das Stacheltier – Strafsache Egbert Nachbar (Kurzfilm)
- 1962: Das Stacheltier – Kein Problem (Kurzfilm)
- 1962: Sieben Tote suchen einen Mörder (Fernsehen)
- 1963: Mord in Riverport (Fernsehen)
- 1963: Die Reise um die Erde in 80 Tagen (Fernsehen)
- 1965: Schlafwagen Paris–München (Fernsehen)
- 1967: Er ging allein (Fernsehen, 2 Teile)
- 1968: Tod im Preis inbegriffen (Fernsehen)
- 1972: Gefährliche Reise (Fernsehen, 6 Teile)
- 1972: Polizeiruf 110: Ein bißchen Alibi (Fernsehreihe)
- 1973: Polizeiruf 110: In der selben Nacht (Fernsehreihe)
- 1974: Polizeiruf 110: Per Anhalter (Fernsehreihe)
- 1974: Polizeiruf 110: Der Tod des Professors (Fernsehreihe)
- 1975: Polizeiruf 110: Heiße Münzen (Fernsehreihe)
- 1975: Polizeiruf 110: Das letzte Wochenende (Fernsehreihe)
- 1976: Polizeiruf 110: Ein ungewöhnlicher Auftrag (Fernsehreihe)
- 1977: Polizeiruf 110: Alibi für eine Nacht (Fernsehreihe)
- 1978: Polizeiruf 110: In Maske und Kostüm (Fernsehreihe)
- 1979: Polizeiruf 110: Walzerbahn (Fernsehreihe)
- 1979: Polizeiruf 110: Heidemarie Göbel (Fernsehreihe)
- 1980: Polizeiruf 110: In einer Sekunde (Fernsehreihe)
- 1980: Grenadier Wordelmann (Fernsehen)
- 1981: Polizeiruf 110: Auftrag per Post (Fernsehreihe)
- 1982: Polizeiruf 110: Petra (Fernsehreihe)
- 1982: Polizeiruf 110: Im Tal (Fernsehreihe)
- 1984: Polizeiruf 110: Schwere Jahre (1. Teil) (Fernsehreihe)
- 1984: Polizeiruf 110: Schwere Jahre (2. Teil) (Fernsehreihe)
- 1984: Polizeiruf 110: Rosis Mann, nicht ausgestrahlt, Filmmaterial vernichtet
- 1985: Polizeiruf 110: Ein Schritt zu weit (Fernsehreihe)
- 1986: Neumanns Geschichten (Fernsehserie)
- 1987: Verzeihung, habe ich Sie geweckt? (Fernsehen)
- 1988: Polizeiruf 110: Still wie die Nacht (Fernsehreihe)
- 1988: Hannes (Fernsehen)
- 1990: Luv und Lee (Fernsehserie)
- 1997: Küstenwache, Folge: Hoher Besuch (Fernsehserie, nur Drehbuch)